# Calle de la Serreta (Cartagena)
La calle de la Serreta, comúnmente abreviada como calle Serreta o La Serreta, es una calle del casco antiguo de la ciudad española de Cartagena (Región de Murcia). En ella desembocan las calles de las Beatas, Lizana y Martín Delgado por un lado, y de la Macarena, Barranco y Pozo por otro, además de las plazas del Sevillano y de Francisco Irsino.

## Historia
El cronista de la ciudad Federico Casal Martínez afirma en su libro Historia de las calles de Cartagena que el lugar era conocido como paraje de la Serreta al menos desde el siglo XVII, cuando era un pequeño valle entre la ladera oriental del Molinete y la occidental del monte Sacro. Con el asentamiento de las clases bajas y la construcción de casas, el nombre sobrevivió y la zona pasó a ser conocida como el arrabal de la Serreta.
En el año 1648 el barrio fue azotado por una epidemia de peste bubónica, que dejó abandonadas buena parte de las casas, por lo que se ordenó su incendio. La parte restante pasó a ser conocida como la calle de la Serreta, aunque desde 1918 y hasta un tiempo fue llamada calle de Pérez Lurbe. El nombre no cuajó entre los ciudadanos, y tras un tiempo se volvió al nombre original, que sigue figurando en la actualidad.
En la segunda mitad del siglo XX, destacó entre los negocios de la calle por su influencia política la librería Espartaco, fundada por la Hermandad Obrera de Acción Católica y regentada por un tiempo por el fabulista Mariano González Mangada, motivo quizás por el cual la calle ganó el apelativo popular de «paseo de los rojos» que el historiador Pedro María Egea Bruno recoge en su obra sobre la represión franquista en la ciudad durante la posguerra.
También estuvo en la calle Serreta, durante muchos años, la librería Alcaraz, especializada en cómics, que funcionaba a modo de sede oficiosa del colectivo Firestar, de aficionados cartageneros. https://www.tebeosfera.com/colecciones/grandes_superheroes_cartageneros_1989_firestar.html

## Arqueología
En febrero de 1986 apareció en un solar un yacimiento cartaginés parcialmente dañado por unas obras que habían ignorado los restos. Las prospecciones posteriores sacaron a la luz una serie de estancias cuadrangulares dotadas de zócalos hechos de grandes piedras y paredes de adobe, y que presentaban signos de destrucción que los arqueólogos achacaron al asalto romano de 209 a. C. También se averiguó que se trataba de una casa de pescadores.